# Loreto Mattei
Loreto Mattei (Rieti, 4 aprile 1622 – Rieti, 24 giugno 1705) è stato un poeta e storico italiano, considerato il maggiore dei letterati reatini.
Fu esponente della cultura controriformista e pioniere della poesia dialettale.

## Biografia
Nato dai nobili Pietro Paolo e Orinzia Pennicchi, fu istruito da un precettore per poi intraprendere gli studi di umanità e retorica presso il collegio pubblico di Rieti. Nel 1641 si sposò con la nobile reatina Porzia Cerroni. Le sue opere giovanili, prevalentemente di carattere religioso, riscossero un certo successo anche fuori città.
Insegnò alla scuola di eloquenza e filosofia di Rieti. Negli anni quaranta del Seicento fu segretario dell'Accademia letteraria del Tizzone e partecipò attivamente alla vita pubblica della città. Nel 1650 fu tra i membri della commissione incaricata di erigere, nel duomo di Rieti, una cappella dedicata alla patrona della città Santa Barbara; la commissione riuscì ad ingaggiare per il progetto della cappella Gian Lorenzo Bernini, il quale si trovava in città per visitare le sue tre nipoti, monache nel convento di Santa Lucia. Il Mattei fu gonfaloniere di Rieti nel 1651 e nel 1656. Il 16 marzo 1659 fu eletto podestà e pretore.
Dopo la morte improvvisa della moglie (avvenuta il 10 luglio 1661), dalla quale aveva avuto nove figli, il Mattei decise di farsi prete ed iniziò lo studio della teologia. Da questo studio nacque l'idea di tradurre in italiano i centocinquanta Salmi, nella forma di metri lirici, traduzione che dopo nove anni di lavoro fu pubblicata con il titolo di Il Salmista toscano. Grazie all'intervento del conte Agostino Fontana, che la diffuse nelle corti di tutta Italia, quest'opera riscosse un grande successo; il Mattei ricevette numerose lettere di elogio da personalità importanti, tra cui quella dell'imperatrice Eleonora Gonzaga-Nevers, la quale diventò un'ammiratrice del Mattei e continuò a leggere le sue opere successive.
Successivamente il vescovo reatino Ippolito Vincentini lo nominò esaminatore sinodale, un ruolo di primo piano all'interno del Seminario di Rieti. In questo periodo lavorò alla parafrasi dei canti biblici e continuò a proporre le sue opere all'imperatrice d'Austria, con la quale rimase in stretti rapporti fino alla morte di lei.
Il 2 febbraio 1692 entrò a far parte dell'Accademia dell'Arcadia, con il nome di Laurindo Acidonio.
Morì nel 1705 in seguito ad una caduta accidentale dalle scale di casa.

## Opere
Opere giovanili

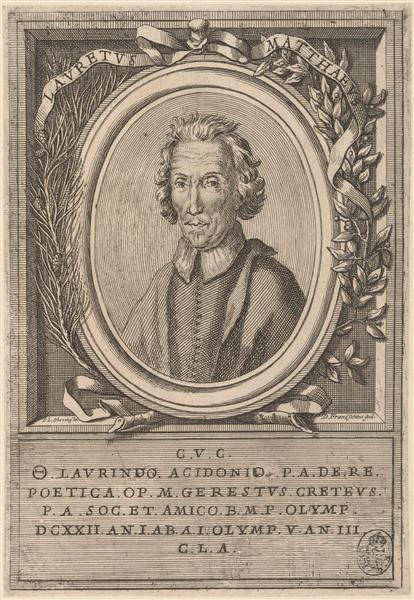
Ritratto di Mattei contenuto nelle Vite degli Arcadi illustri di Giovanni Mario Crescimbeni (1710) - incisione di Pier Leone Ghezzi

- Il gigante Golia - opera scenica in versi sciolti, andata perduta
- Il figliuol prodigo - dramma per musica, andato perduto
- 1645 - Morte paterna - una serie di componimenti ispirati dalla morte del padre, andati perduti
- La patria difesa dalle ingiurie del Tempo - discorso celebrativo della storia di Rieti, pronunciato all'inaugurazione dell'anno scolastico della scuola di eloquenza e filosofia - è la prima opera pervenuta, pubblicata per la prima volta a Rieti nel 1890

Opere della maturità
- 1671 - Il Salmista toscano, Macerata
- 1679 - Metamorfosi lirica d’Horatio parafrasato, e moralizato, Rieti. Ristampato a Bologna nel 1682, a Bologna nel 1686 (insieme alla traduzione dell' Ars Poetica), a Roma nel 1682 (insieme alla traduzione del Divae Clarae triumphus, oratorio scritto da Francesco Noceti e musicato da Bernardo Pasquini).
- 1686 - Le parafrasi toscane, cioè sette cantici biblici, e li tre evangelici, et il cantico de’ ss. Ambrogio, et Agostino con le parti principali della christiana dottrina e finalmente il Cantico de’ cantici di Salomone esposto in senso morale, Vienna
- 1689 - Hinnodia sacra, Bologna
- 1695 - L’asta d’Achille, che ferisce, per sanare il Salmista toscano, Modena
- 1695 - Teorica del verso volgare, e prattica di retta pronuntia, con un problema della lingua latina, e toscana in bilancia - Venezia. In quest'opera, il Mattei sostiene la superiorità del toscano sulla lingua latina.
- L’Erario reatino, historia dell’antichità, stato presente, e cose notabili della città di Rieti (incompiuto), edito a Rieti nel 1995
- Sonetti in vernacolo reatino - editi a Rieti nel 1829

### IlSalmista toscano
È l'opera più famosa del Mattei, tanto che se ne pubblicarono numerose edizioni nel giro di pochi anni. Dedicata al patriarca d'Alessandria, monsignor Alessandro Crescenzi, fa parte del filone della poesia davidica ispirata dalla cultura tridentina. L'edizione di Bologna del 1679 raccoglie le numerose lettere encomiastiche ricevute dall'autore.
Nel 1681 Domenico Bartoli, firmandosi con l'anagramma Nicodemo Librato, scrisse al Mattei per contestargli alcune licenze e imperfezioni grammaticali nella traduzione del Salmista. La risposta del Mattei, che si firmò con l'anagramma Orelto Tameti, fece nascere una controversia erudita tra i due intellettuali, che durò fino all'anno seguente. In difesa da queste accuse, il Mattei scrisse un'opera intitolata Scudo di Pallante, che tuttavia venne accantonata quando la contesa tra i due si risolse positivamente e anzi si tramutò in amicizia. Dall'esperienza di questa «amichevole zuffa» nacque qualche anno più tardi L’asta d’Achille, che ferisce, per sanare il Salmista toscano.
Su richiesta dell'imperatrice d'Austria, nel 1687 il Mattei iniziò a lavorare alla parafrasi di altre scritture sacre, che dovevano essere pubblicate in una ristampa del Salmista a Vienna, ma a causa della morte dell'imperatrice fu eseguita a Bologna nel 1688.

### L'Erario reatino
In quest'opera, rimasta incompiuta per via della sua morte, il Mattei torna ad occuparsi di storia locale (come aveva già fatto nella Patria difesa dalle ingiurie del Tempo). È rimasta a lungo inedita, ed è stata pubblicata solo nel 1995 sulla rivista reatina Il Territorio.
L'opera è dominata dalla mentalità tridentina, che rifiuta i classici greci e latini e accetta come unica fonte certa la Sacra Scrittura. Per questo motivo la prima parte dell'opera ricostruisce le origini di Rieti in modo piuttosto stravagante; al contrario è molto interessante la parte in cui descrive in dettaglio la Rieti del suo tempo, con gli edifici, la vita politica e le tradizioni religiose. L'Erario reatino costituisce ancora oggi un'importante fonte per la storia della città, insieme al  De antiquitatibus Italiae et urbis Reatis di Mariano Vittori (1566) e alla Descrittione della città di Rieti di Pompeo Angelotti (1635) dei quali costituisce un ideale completamento.

### ISonetti
Accanto alla sua produzione "ufficiale", tipica dell'intellettuale pontificio dell'epoca (controriformista e ligio alla dottrina), esiste una parte della sua produzione poetica rimasta a lungo inedita, la cui importanza è stata rivalutata solo di recente. Si tratta dei Sonetti in vernacolo reatino, nei quali il poeta esibisce stili e contenuti stravaganti e trasgressivi, che anticiparono di oltre un secolo l'apparizione delle prime raccolte di poesia dialettale come quelle del Belli o di Carlo Porta. Lo stesso Gioachino Belli conosceva i sonetti del Mattei e molto probabilmente ne trasse ispirazione.
I Sonetti del Mattei circolarono per molto tempo in modo non ufficiale, e furono probabilmente trasmessi anche in modo orale. La loro prima apparizione a stampa si ebbe solo nel 1829, editi a Rieti a cura di E. Valentini e con prefazione di Angelo Maria Ricci, ma non prima che quest'ultimo, di parte papalina, si curasse di rimuovere i sonetti più sconvenienti e di modificare non pochi versi. Una riedizione critica dei Sonetti, curata da Gianfranco Formichetti, è stata pubblicata nel 1997 in un numero monografico della rivista Il Territorio.